# Auguste François-Marie Gorguet
Auguste François-Marie Gorguet, né le 27 septembre 1862 dans le 2e arrondissement de Paris, ville où il est mort le 29 avril 1927 dans le 14e arrondissement, est un peintre, dessinateur, graveur et affichiste français.

## Biographie
Étudiant à l'École des beaux-arts de Paris, Auguste François-Marie Gorguet reçoit l'enseignement des peintres Gustave Boulanger, Jean-Léon Gérôme, Léon Bonnat et Aimé Morot.
Sous le nom d'Auguste François Gorguet, il expose au Salon à partir de 1885 et son travail est primé à Chicago en 1892.
Son travail de peintre (toiles, panneaux, plafonds) s'inscrit dans la veine du mouvement symboliste bientôt rattrapé par l'Art nouveau. Il est rapidement mis en contact avec le monde de l'opéra, illustrant ainsi de nombreuses affiches, dont Théodora reproduite dans la revue Les Maîtres de l'affiche.
Illustrateur de livres comme le Sapho ou le Jack : mœurs contemporaines d'Alphonse Daudet (1897-1898), Le Lys rouge (A. Romagnol, 1903) et La Comédie de celui qui épousa une femme muette d'Anatole France, mais aussi les éditions nationales de Victor Hugo, il grave de nombreux titres financiers (actions, obligations, emprunts) et billets de banque. En 1901, il réalise une carte postale artistique pour la collection des cent.
Entre 1914 et 1916, il supervise avec Pierre Carrier-Belleuse, le Panthéon de la guerre, une grande peinture panoramique circulaire conçue avec l'assistance d'une vingtaine d'artistes, exposée dans un bâtiment spécialement édifié pour elle à côté de l'hôtel des Invalides. Inaugurée par Raymond Poincaré le 19 octobre 1918, le bâtiment qui l'abritait a été détruit en 1960, et la peinture dispersée.
Il fut professeur de dessins et lauréat de l'Institut.
Son atelier en 1896 se situait à Paris, au 6, rue Boissonade.

## Galerie

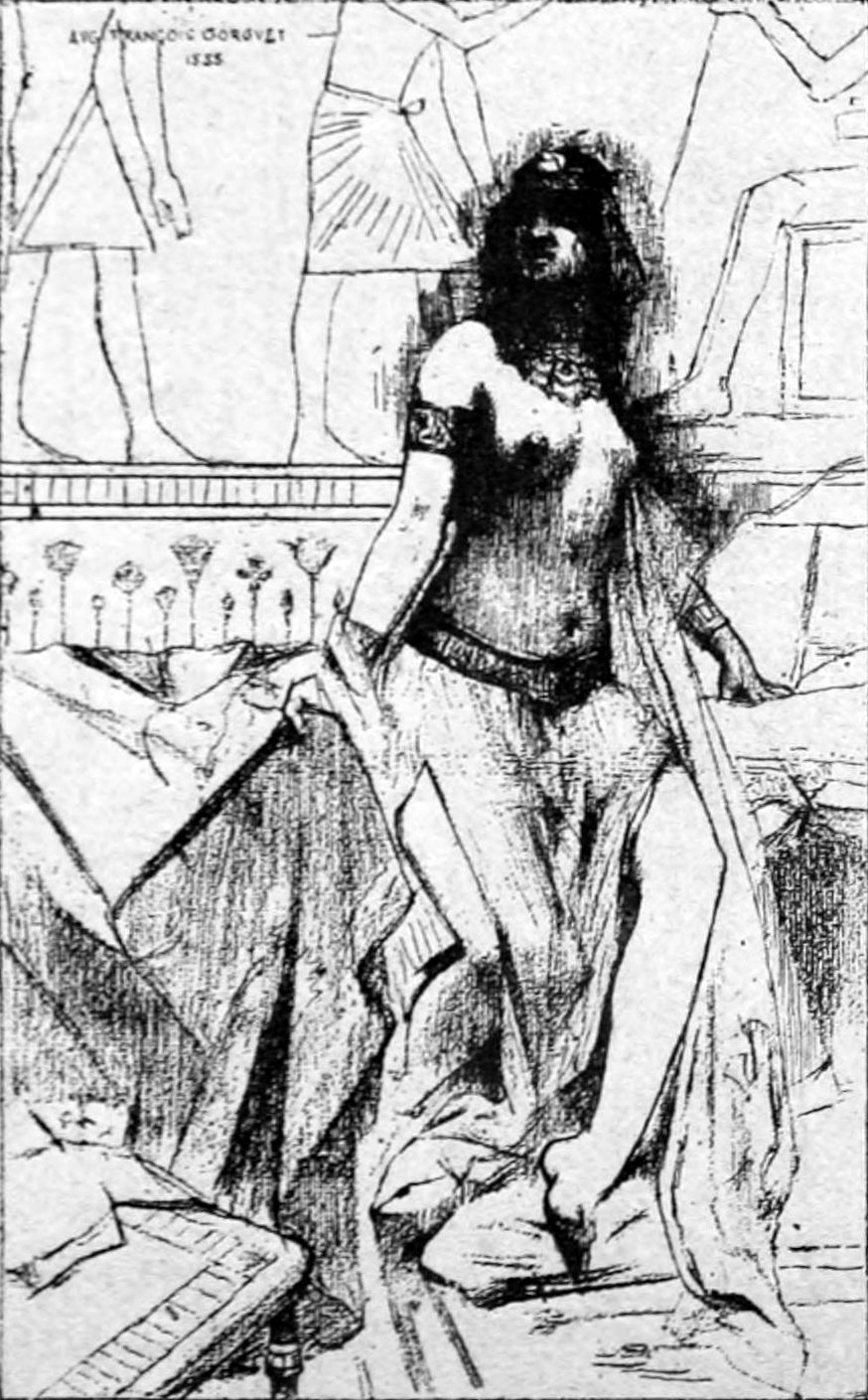
La femme de Putiphar (1885).
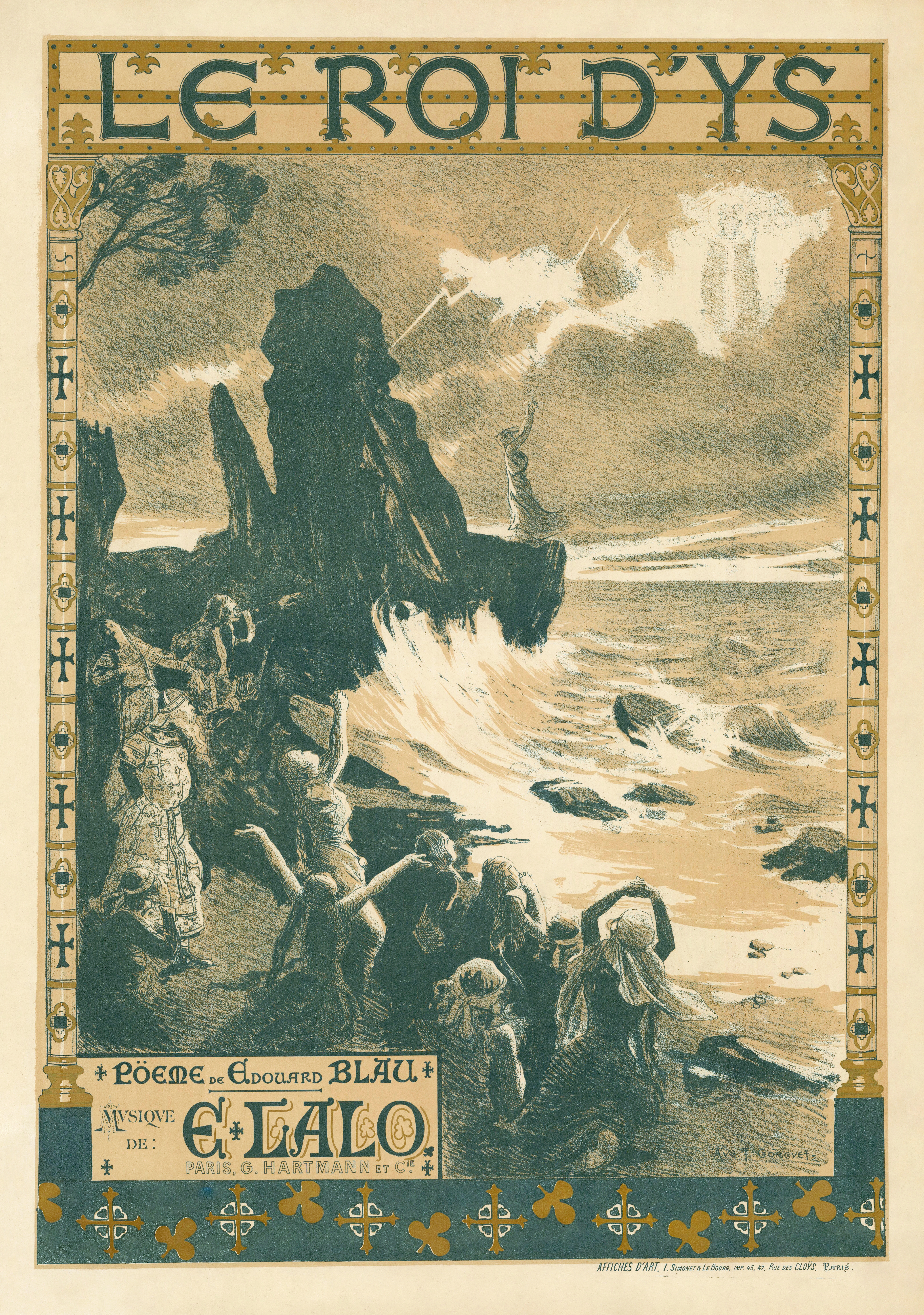
Affiche pour Le Rois d'Ys d'Édouard Lalo (1888).
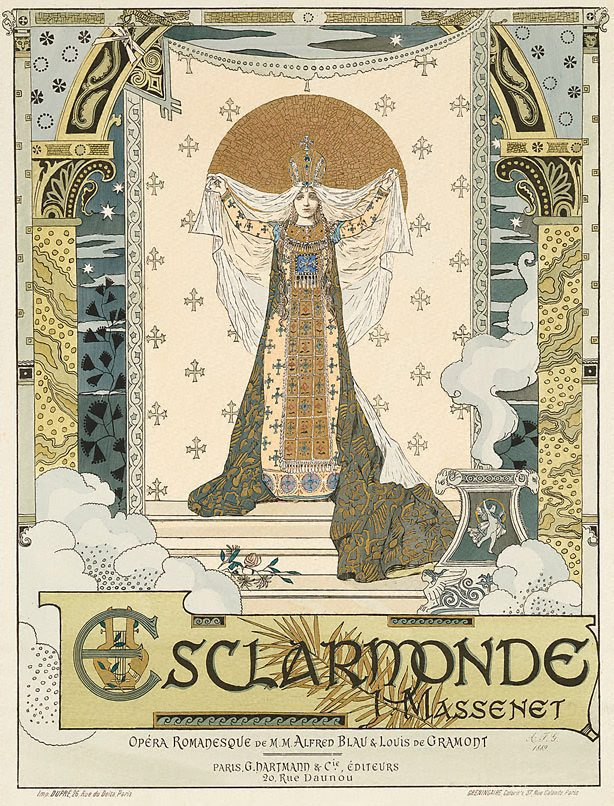
Affiche pour Esclarmonde de Jules Massenet (1889).
- Illustration de Pierrot et sa conscience de Félicien Champsaur (1896).
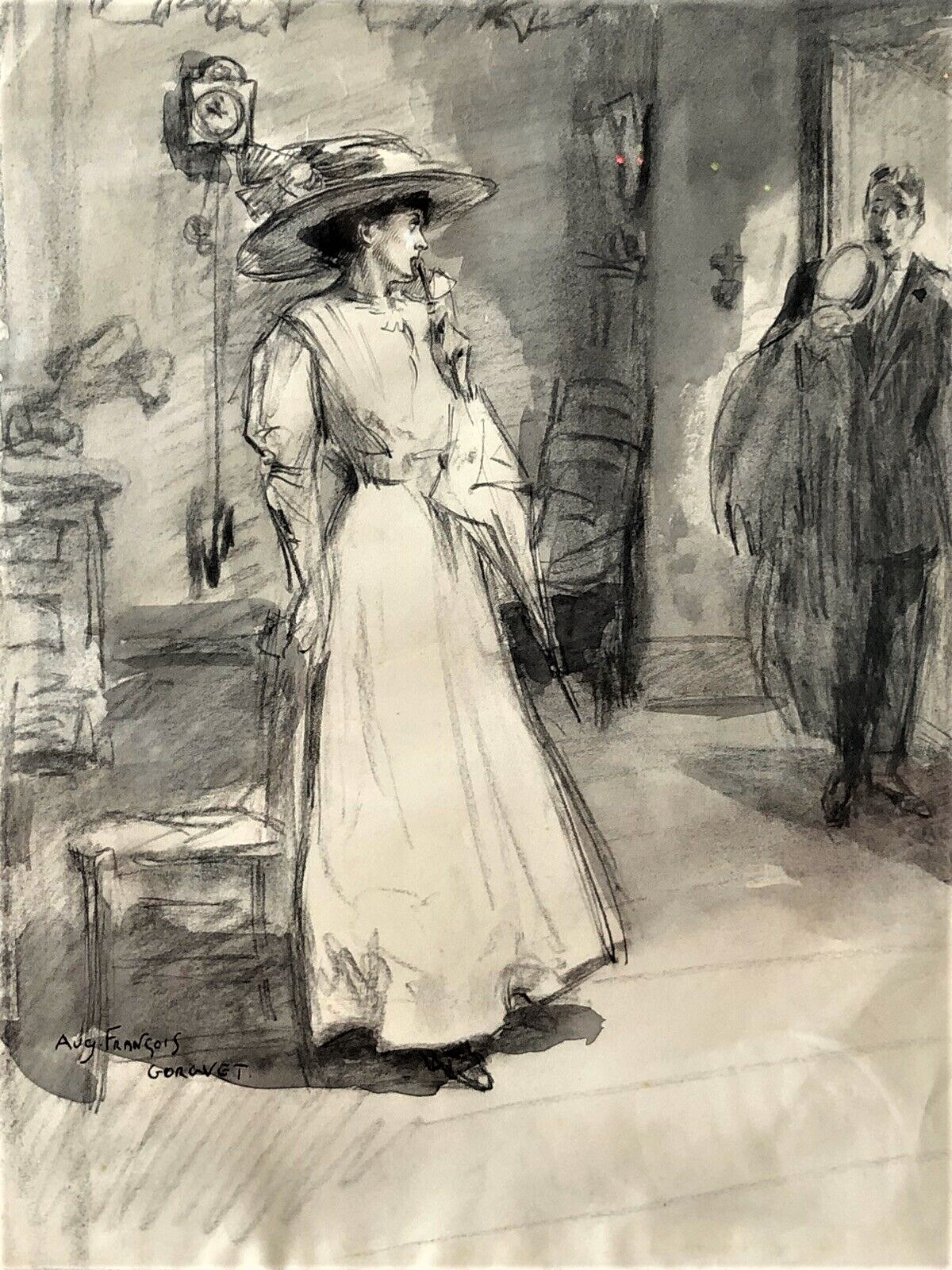
Elle s'impatientait, dessin, vers 1905. Coll. Alexandre Vassiliev Foundation.